# HD 21749
HD 21749 är en ensam stjärna belägen i den mellersta delen av stjärnbilden Rombiska nätet. Den har en  skenbar magnitud av ca 8,14 och kräver åtminstone en stark handkikare eller ett mindre teleskop för att kunna observeras. Baserat på parallax enligt NASA Exoplanet Archive på ca 61,2 mas, beräknas den befinna sig på ett avstånd på ca 53 ljusår (ca 16 parsek) från solen. Den rör sig bort från solen med en heliocentrisk radialhastighet på ca 59 km/s.

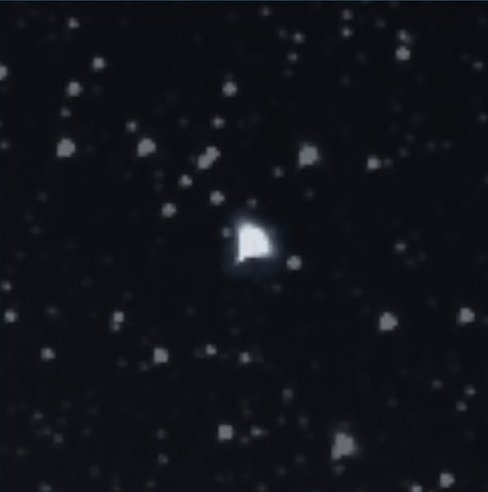
HD 21749 i stjärnbilden Rombiska nätet.

## Egenskaper
HD 21749 är en orange till gul stjärna i huvudserien av spektralklass K4.5 V.  Den har en massa som är ca 0,76 solmassor, en radie som är ca 0,76 solradier och en effektiv temperatur av ca 4 600 K.

## Planetsystem
Den 7 januari 2019 meddelades att stjärnan har två exoplaneter som kretsar runt den: HD 21749 b är en bekräftad het, eventuellt stenig, exoplanet Neptunus-storlek och HD 21749 c (alias TOI-186.02) är en superjordstor exoplanet med omloppsperiod 7,8 dygn. Dessa exoplaneter upptäcktes av Transiting Exoplanet Survey Satellite (TESS).
| Planet | Massa     | Halv storaxel (AE) | Siderisk omloppstid (d) | Excentricitet | Inklination | Radie    |
| ------ | --------- | ------------------ | ----------------------- | ------------- | ----------- | -------- |
| c      | <3,7 M⊕   | 0,0695             | 7,8                     | -             | 88,9°       | 0,892 R⊕ |
| b      | ≥23,20 M⊕ | 0,1932             | 35,6077                 | 0,188         | 89,33       | 2,836 R⊕ |